# Make Your Mama Proud
Make Your Mama Proud è l'album di debutto del gruppo musicale statunitense Fastball pubblicato nel 1996.

## Tracce
| #  | Title                          | Length | Music        |
| -- | ------------------------------ | ------ | ------------ |
| 1  | Human torch                    | 2:40   | Tony Scalzo  |
| 2  | She comes ‘Round               | 3:27   | Miles Zuniga |
| 3  | Make Your Mama Proud           | 2:10   | Tony Scalzo  |
| 4  | Back Door                      | 2:20   | Miles Zuniga |
| 5  | Are You Ready for the Fallout? | 3:41   | Tony Scalzo  |
| 6  | Nothing                        | 1:51   | Tony Scalzo  |
| 7  | Boomerang                      | 2:57   | Miles Zuniga |
| 8  | Eater                          | 2:42   | Tony Scalzo  |
| 9  | Knock It Down                  | 2:08   | Miles Zuniga |
| 10 | Lender                         | 1:58   | Tony Scalzo  |
| 11 | Altamont                       | 3:08   | Miles Zuniga |
| 12 | Emily                          | 2:07   | Tony Scalzo  |
| 13 | Seattle                        | 2:49   | Miles Zuniga |
| 14 | Telephone Calls                | 2:14   | Tony Scalzo  |